# Cementerio moro de Barcia
El Cementerio Musulmán de Barcia más conocido como Cementerio Moro de Barcia, es un camposanto construido en 1936 para albergar los restos fúnebres de aquellos soldados de religión musulmana que habían combatido con Francisco Franco durante la guerra civil española. Es el único de sus características y se encuentra en el concejo de Valdés.

## Historia
Debido al desembarco de tropas moras en Galicia para combatir en Asturias, se propone la construcción de un cementerio musulmán en la cornisa cantábrica. La elección de Barcia, fue debido a la abundante cantidad de tierras comunales, que permitían agilizar la expropiación, y su fácil acceso. La mano de obra fue la gente del propio pueblo, pero la dirección de las obras recayó en alfaquíes musulmanes. Las tropas musulmanes, contaban con toda una logística religiosa y espiritual, que abarcaba desde la presencia de imanes hasta hospitales propios reservados para ellos.

## Descripción

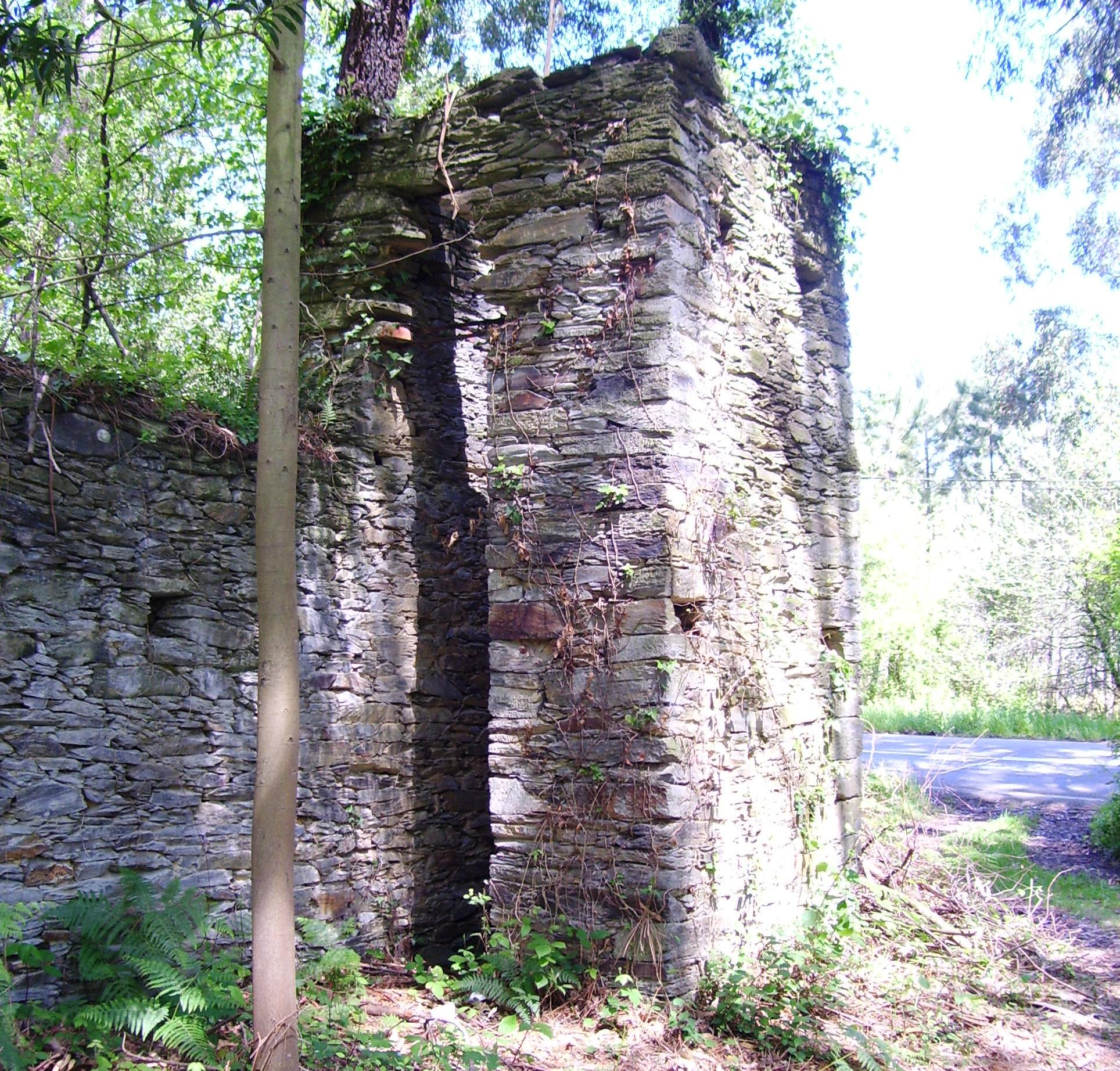
Torre vista desde el exterior

El cementerio está dividido en dos recintos construidos en momentos distintos, abarcando en su totalidad 4500 metros cuadrados.
El área del primer recinto, de planta rectangular, está perimetrado por un muro de mampostería de pizarra, utilizando barro para su trabado. En su culminación tiene un tejadillo a doble vertiente, de tejas árabes, que sobresale por ambos lados a modo de alero. El muro se abre en un arco de herradura para un acceso monumental. Cada esquina interna del cementerio cuenta con torres cuadrados, que como garitas, se abren al interior del recinto.
El segundo recinto, incompleto, cuenta igualmente con un muro de pizarra, pero sin contar con la techumbre. En esta parte, en el centro, existe un habitáculo inacabado, posiblemente de recepción de los difuntos.  La construcción se paralizó tras la toma de Oviedo, con el fin de la batalla de El Escamplero.
Las tumbas están marcadas por dos lajas de pizarra, en los pies  y en la cabeza, con dirección prácticamente norte-sur, pero a pesar del cuidado con el que se enterraron a muchos hombres según el rito musulmán, existen otras fosas dispersas. Se piensa que puede haber entre 400 y 500 enterramientos.
Su portada, con el arco de herrería, ha sido fotografiada por José Ramón Cuervo-Arango. 

## Aspecto actual
En la actualidad, el espacio está completamente arruinado, cubierto de grafitis y reclamado por la naturaleza. El espacio se abandonó prematuramente, y la doble controversia de un espacio islámico durante el franquismo, y un espacio franquista en la democracia, han hecho que el cementerio cayera en el olvido durante años.

## Controversia
Desde el año 2001, el cementerio ha vuelto a ocupar espacio en periódicos y debates, cuando fue propuesta su cesión a la comunidad musulmana, por ser el único cementerio de sus características en el norte de España. Posteriormente, la ciudad autónoma de Melilla, prometió dar fondos para su recuperación, mientras los vecinos reclamaban que se aplicase la Ley de Memoria Histórica también para la conservación de este patrimonio de la guerra civil.
La realidad es que hoy en día sigue estando abandonado, y a pesar de haberse terminado con los saqueos y expolios de los enterramientos, el vandalismo sigue atacando el lugar.